# ノーマン・トーマス・ディ・ジョヴァンニ
ノーマン・トーマス・ディ・ジョヴァンニ(Norman Thomas di Giovanni, 1933年10月3日生 – 2017年2月16日没)はアメリカ生まれの編集者・翻訳者。
アルゼンチンの作家ホルヘ・ルイス・ボルヘスとの共同執筆で特に知られる。1991年にアルゼンチン五月勲章コメンダドール位を受勲。
「トーマス」はミドルネームにも見えるが、実際には「ノーマン・トーマス」までが名前である。

## 略歴
1933年、マサチューセッツのニュートンで、庭師の父レオ・ディ・ジョヴァンニと工場勤務の母ピエリーナ(旧姓フォンティッキオ)の間に生まれ、アメリカ社会党の党首ノーマン・トーマスにちなみ命名された。アンティオック・カレッジでロマンス諸語を学び、1955年に卒業した 。
その後10年以上にわたって、
当時はウェルズリー大学の教職員であったスペインの詩人ホルヘ・ギリェンとの共同執筆を行い、
彼の詩を自らも含む11人の翻訳者によって英訳し、編集長としてとりまとめた。こうして編まれた詩集は1965年にCántico: a Selectionの題で出版された。
ディ・ジョヴァンニとボルヘスが初めて顔を合わせたのは1967年の事で、当時のボルヘスはハーバード大学のチャールズ・エリオット・ノートン記念詩学教授を務めていた。ディ・ジョヴァンニはボルヘスの詩集を先の Cántico と同様のやり方で出版するために共同しようと持ち掛けた。参加した12人の翻訳家兼詩人の中にはジョン・アップダイクも含まれており、彼はディ・ジョヴァンニによる逐語訳を下訳として英訳を行った。この詩集は『ザ・ニューヨーカー』に数回に分けて初掲載された。1972年には Selected Poems, 1923-1967 のタイトルで書籍化し、左右のページには原語版と英語版が、対訳の形で掲載された。
ボルヘスは故郷ブエノスアイレスに帰った後にディ・ジョヴァンニを招き、この地で著作10作の英訳版の共同制作を開始した。この共同制作による最初の成果物は『幻獣辞典』で、1969年にE・P・ダットン社から出版された。
この共同制作の経緯についてはディ・ジョヴァンニが2003年に著したThe Lesson of the Masterで触れられている。
1980年4月にマサチューセッツ工科大学で行われたインタビューにおいてボルヘスは、ディ・ジョヴァンニが自身の英訳版の方がボルヘスの原作よりも優れていると主張していると述べたが、これはボルヘス本人も同意するところであった。
ボルヘスはディ・ジョヴァンニとの間に英訳版の印税は両者で均等に分割するという契約を長年結んでいたが、
ボルヘスの没後その権利を相続した後妻マリア・コダマによって見直しが図られ、この契約は解消された。
こうして絶版となったディ・ジョヴァンニの英訳版の代わりにアンドリュー・ハーレーに新訳が依頼され、これが出版された。
ディ・ジョヴァンニは『1900年』という小説も残している。この小説はベルナルド・ベルトルッチの同名の映画『1900年』を下敷きとしたものである。ディ・ジョヴァンニはイングランドで長年暮らし、1992年にはイギリスの市民権を得ている。
離婚した妻（1969年に結婚、仲人はボルヘスとその当時の妻エルサであった）との間の二人の子トムとデレック、長年のパートナーであったスーザン・アッシュを後に残し、ディ・ジョバンニは2017年ボーンマスでこの世を去る。享年83歳。